# Мезьер, Рене д’Анжу
Рене д’Анжу (фр. René d'Anjou; 5 октября 1483, Мезьер-ан-Бренн — 1521, Авиньон), барон де Мезьер — французский аристократ.

## Биография
Сын Луи д’Анжу, сеньора де Мезьера, и Анн де Латремуй.
Сеньор де Мезьер, де Тюсе, де Сенше и де Сен-Сьюран.
В 1501 году служил в морской армии короля и принимал участие во франко-генуэзской экспедиции в Архипелаг и атаке Митилены. В 1507-м участвовал в подчинении Генуэзской республики власти короля. Сенешаль Мена (3.04.1510).
Долгое время находился в заложниках у швейцарцев, в качестве гаранта выплаты денег, обещанных наемникам его дядей Луи де Латремуем за службу Людовику XII.
Сопровождал Франциска I в походе в Прованс для снятия осады Марселя, предпринятой Карлом V, но по дороге заболел и умер в Авиньоне.

## Семья
Жена (ранее 7.02.1505): Антуанетта де Шабанн (ок. 1498 — 1527), дама де Сен-Фаржо и де Пюизе, дочь Жана IV де Шабанна, графа де Даммартена, и Сюзанны де Бурбон-Руссильон
Дети:
- Луи, аббат в Понлевуа и Нель-ла-Репорте
- Никола (29.09.1518 — после 1568), маркиз де Мезьер. Жена (1541): Габриель де Марёй (ум. 1593), дочь Ги де Марёя и Катрин де Клермон
- Франсуаза, замужем не была
- Франсуаза (ум. после 3.09.1547), графиня де Даммартен. Муж 1) (6.10.1516): Филипп II де Булленвилье (ум. 1536), сеньор де Булленвилье, Куртене и Вернёй; 2) (9.11.1538): Жан III де Рамбюр (ум. 1550), граф де Гин, великий магистр вод и лесов Пикардии
- Рене (Эме). Муж 1): Эктор де Бурбон (ум. 1525), виконт де Лаведан; 2) Оливье Баратон, сеньор де Рош
- Антуанетта (ум. ранее 1542). Муж (1529): Жан де Бурбон (ум. 1549), виконт де Лаведан

Бастарда (от неизвестной матери):
- Марта (Мария). Муж: Филипп де Булленвилье, граф де Куртене, ее племянник[K 2]

## Комментарии
1. ↑  Дата, приведенная отцом Ансельмом, пишущим, что она умерла в возрасте 29 лет в 1527 году, вероятно, ошибочная, поскольку ниже он сообшает, что ее дочь вышла замуж в 1516 году
2. ↑  По мнению отца Ансельма, сведения, которые приводят об этой женщине, требуют доказательств (Père Anselme, p. 236)